# Exocentrus becvari
Exocentrus becvari là một loài bọ cánh cứng trong họ Cerambycidae.